# Eastern Conference (Ontario Hockey League)
Eastern Conference (franska: Conférence de l'Est), är en av två konferenser som utgör den nordamerikanska juniorishockeyligan Ontario Hockey League (OHL) och består av två divisioner, East och Central, med fem lag i vardera. Samtliga lag är från provinsen Ontario.
Det lag som blir conferencemästare får motta Bobby Orr Trophy. Den regerande conferencemästaren är Barrie Colts (2012–2013).

## Divisionerna
| Ontario Hockey League |                                  |                                 |                                      |
| Eastern Conference    |                                  |                                 |                                      |
| Division              | Lag                              | Stad                            | Arena                                |
| Central               | Barrie Colts                     | Barrie, Ontario, Kanada         | Barrie Molson Centre (4 195)         |
| Central               | Mississauga St. Michael's Majors | Mississauga, Ontario, Kanada    | Hershey Centre (5 512)               |
| Central               | Niagara Icedogs                  | St. Catharines, Ontario, Kanada | Gatorade Garden City Complex (3 145) |
| Central               | North Bay Battalion              | North Bay, Ontario, Kanada      | North Bay Memorial Gardens (4 246)   |
| Central               | Sudbury Wolves                   | Sudbury, Ontario, Kanada        | Sudbury Community Arena (4 640)      |
| East                  | Belleville Bulls                 | Belleville, Ontario, Kanada     | Yardmen Arena (3 257)                |
| East                  | Kingston Frontenacs              | Kingston, Ontario, Kanada       | Rogers K-Rock Centre (5 380)         |
| East                  | Oshawa Generals                  | Oshawa, Ontario, Kanada         | General Motors Centre (5 180)        |
| East                  | Ottawa 67's                      | Ottawa, Ontario, Kanada         | Canadian Tire Centre (19 153)        |
| East                  | Peterborough Petes               | Peterborough, Ontario, Kanada   | Peterborough Memorial Centre (3 729) |

## Mästare
Bobby Orr Trophy
- 1998–1999 - Belleville Bulls
- 1999–2000 - Barrie Colts
- 2000–2001 - Ottawa 67's
- 2001–2002 - Barrie Colts
- 2002–2003 - Ottawa 67's
- 2003–2004 - Mississauga IceDogs
- 2004–2005 - Ottawa 67's
- 2005–2006 - Peterborough Petes
- 2006–2007 - Sudbury Wolves
- 2007–2008 - Belleville Bulls
- 2008–2009 - Brampton Battalion
- 2009–2010 - Barrie Colts
- 2010–2011 - Mississauga St. Michael's Majors
- 2011–2012 - Niagara IceDogs
- 2012–2013 - Barrie Colts